# اقای لر بشهر میرود
آقای لر به شهر می‌رود فیلمی ایرانی به کارگردانی و نویسندگی امیر شروان محصول سال ۱۳۵۶ است. سعید راد، گلی زنگنه، حسین ملاقاسمی، محمود لطفی و زرینه از بازیگران این فیلم هستند.

## خلاصه داستان
قلی و خواهرش بتول در روستا زندگی می‌کنند. قلی به زندان می‌افتد. بتول در جستجوی خاله‌اش به تهران می‌رود و در شلوغی تهران در چنگ گروه فاسدی به ریاست شخصی به نام اربابی می‌افتد. قلی از زندان آزاد شده و در جستجوی خواهرش به تهران رفته و به کمک شخصی به نام حسین فری با اربابی و گروهش درگیر می‌شود.
در نهایت، قلی خواهرش را که بدست اربابی صدمه دیده، پیدا کرده و انتقام خواهرش را از آقای اربابی می‌گیرد.

## بازیگران
- سعید راد
- گلی زنگنه
- حسین ملاقاسمی
- محمود لطفی
- زرینه
- کاظم روشن‌ضمیر
- فرهاد خوشبخت
- اشرف ساغر
- افشین
- خاطره
- علی جمشیدی
- احمد سالکی
- رفیع مددکار
- حسین شهاب
- نجم‌آبادی
- ناصر سلطانی
- اسماعیل
- محمود
- قدرت
- غفار احمدی
- روحی ساوجی